# نجية بنت عامر الحجرية
نجية بنت عامر بن سالم بن راشد الحجرية هي ناسخة عمانية ولدت بولاية بدية بقرية الواصل في محافظة الشرقية بسلطنة عمان. كانت متزوجة بالعالم راشد بن خلفان بن علي الحجري، وبعد وفاته تزوجت فيصل بن حمود بن عزان بن قيس البوسعيدي وكانت تكتب الرسائل لزوجها فيصل البوسعيدي.

## التعليم
تعلمت نجية الحجرية على يد زوجها العالم راشد بن خلفان بن علي الحجري وأخذت منه الكثير من النواحي الدينية فكان هو مرجعها حتى وفاته. بعدها رغبت بالاستزادة وتتلمذت على يد الشيخين راشد بن سيف اللمكي وسالم بن سيف اللمكي، حتى أصبحت عالمة ذات مكانة رفيعة وكما انها اشتهرت بزهدها.

## المهنة
بفضل جودة وحسن خطها كانت تكتب الرسائل لزوجها فيصل بن حمود بن عزان البوسعيدي.

## الوفاة
توفيت نجية الحجرية بعمر يناهز الخمسين سنة حيث كانت في بلدة زوجها فيصل بالرستاق في عام (1320 هجري)، ودفنت فيها وقبرها ما زال مشهورا بالقرب من ضريح السلطان أحمد بن سعيد.